# Marieville
Marieville es una ciudad de la provincia de Quebec, Canadá. Está ubicada en el condado regional de Rouville y a su vez, en la región administrativa de Montérégie. Hace parte de las circunscripciones electorales de Iberville a nivel provincial y de Chambly−Borduas a nivel federal.

## Geografía
Marieville se encuentra ubicada en las coordenadas 45°26′00″N 73°09′00″O / 45.43333, -73.15000. Según Statistique Canada, tiene una superficie total de 62,78 km² y es una de las 1135 municipalidades en las que está dividido administrativamente el territorio de la provincia de Quebec.

## Demografía
Según el censo de 2011, había 10 094 personas residiendo en esta ciudad con una densidad poblacional de 160,8 hab./km². Los datos del censo mostraron que de las 7527 personas censadas en 2006, en 2011 hubo un aumento poblacional de 2567 habitantes (34,1%). El número total de inmuebles particulares resultó de 4303 con una densidad de 68,54 inmuebles por km². El número total de viviendas particulares que se encontraban ocupadas por residentes habituales fue de 4201.